# Masdevallia meleagris
Masdevallia meleagris är en orkidéart som beskrevs av John Lindley. Masdevallia meleagris ingår i släktet Masdevallia och familjen orkidéer. Inga underarter finns listade i Catalogue of Life.